# الحراك
تقع مدينة الحراك في منطقة إزرع بمحافظة درعا جنوب سوريا، بين قرية المليحة الغربية وقرية الصورة، وتعتبر مركزًا لناحية الحراك. تنقسم الحراك إلى ثلاث مناطق، دير السلط، والحريك، والحراك، وصنفت حديثا لتكون مدينة بعدما تجاوز عدد سكانها ثلاثين ألف نسمة، وبمساحة ما يقارب 70 الف متر مربع 11كم من الشمال إلى الجنوب، و6/5 كم من الشرق إلى الغرب كما تبعد عن مدينة درعا التي تتبع إليها إدارياً مسافة 30 كم شمال شرق. وتبعد عن مدينة دمشق حوالي 93كم كيلو متر جنوبًا.
وبناءًا على التقسيم البلدي ضمت إليها قرية الحريك وقرية دير السلط لتكون جميعها تحت مسمى مدينة الحراك، وسميت الحراك بهذا الاسم لأن أهلها كانوا كثيري التنقل والسفر والحركة، وقيل لأنها كانت مركزا تجاريًا تكثر فيه الحركة، وتعد مركز ناحية لقرى: (مليحة الغربية وناحتة ومليحة الشرقية ورخم والصورة)، توجد فيها بركة رومانية أثرية تم ردمها من قبل البلدية، ومسجد قديم من الحقبة الرومانية تم هدم قسم كبير منه في الحرب الأخيرة بفعل القصف الكثيف على المدينة ، ولا توجد آي دراسات حول عمر المسجد أو تاريخه إلا أنه يذكر كان معبد قديم وبني المسجد على انقاضه وهناك منازل قديمة من الحجر البارزاني والتي تمتاز بالقناطر ، وتوجد فيها عدة مساجد أشهرها المسجد الكبير وسط المدينة، ومسجد السلامات شرقي المدينة ومسجد سعيد بن المسيب ومن العائلات الكبيرة في البلدة السلامات والحريري والقداح والخيرات والعدوي والكسابرة وغيرها الكثير .
وتتوافر بها معظم الخدمات من شبكة طرق معبدة منها الطريق الرئيسي ولها شبكة طرق تربطها بالقرى المجاورة كطريق إزرع وطريق تامر وطريق الكرك وطريق مليحة العطش وطريق الغارية ، ومحكمة صلح وشرعية  ومركز شرطة ومستشفى الوطني  ومركز صحي ، بالإضافة إلى جميع البنى التحتية الأخرى من مياه هناك مقر وحدة مياه وعدة آبار صالحة للشرب وعدد من الخزانات التي تنتشر في الأحياء وبالنسبة للكهرباء هناك مقر ورشة في البلدة ومحطة تحويل كهربائي حديثة وأما بالنسبة للإتصالات فهنالك مركز للهاتف يقع خلف البلدية وشبكة هاتف ارضي للمنازل وشبكة صرف صحي، وأكثر من ثلاث عشرة مدرسة، وعدة مدارس ثانوية أهمها ثانوية بني الحراك، إضافة إلى مدارس المستقبل الخاصة وبعض مدارس رياض الأطفال الخاصة وهناك أيضا عدة محطات وقود ومعاصر الزيتون
اعتمدت المدينة منذ القدم على الزراعة وخاصة الحبوب القمح بالدرجة الأولى ثم الشعير والحمص والعدس ، وتم إدخال زراعة الزيتون والكرمة إليها حديثا (منذ عشرين عاما تقريبا) وتعد الآن من المراكز التجارية في المنطقة حيث تحوي سوق في وسط المدينة يتكون من مئات من المحال التجارية، وتحوي أيضاً بعض المصانع التحويلية مثل مصانع البلاستك والمسامير والأعلاف.

## وصلات خارجية
- صور من الحراك
- موقع مدينة الحراك

‌